# Jamie Cope
Jamie Cope, angleški igralec snookerja, * 12. september 1985, Longton, Stoke-on-Trent, Anglija.
Cope se je doslej dvakrat uvrstil v finale jakostnih turnirjev, prvič leta 2006 na turnirju Grand Prix in drugič leta 2007 na turnirju China Open. Znan je po hitrem in agresivnem načinu igre, s katerim si je prislužil vzdevek »Shotgun« (»Šibrovka«). 

## Kariera

### Zgodnja kariera
Za Copom je bila leta 2001, ko se je pridružil profesionalcem v karavani, že odlična mladinska kariera. Kljub temu sta bili zanj prvi dve sezoni zelo neuspešni, zaradi česar je izgubil mesto v karavani, a si ga nato z odličnimi igrami na seriji turnirjev Challenge Tour v sezoni 2004/05 priboril nazaj. V skupnem seštevku serije je osvojil prvo mesto in zmagal na dveh od štirih turnirjev v sezoni.
Na začetku sezone 2005/06 se je uvrstil v osmino finala prvega jakostnega turnirja v vrsti, Grand Prixa. Kasneje v sezoni je dosežek ponovil še na turnirjih Welsh Open in China Open. Na vseh treh turnirjih je v osmini finala izpadel z izidom 4-5. Kljub vsemu je v celotni sezoni uspel premagati štiri zelo renomirane tekmece: Joeja Perryja, Steva Davisa, Johna Parrotta in Alana McManusa.

### 2006–trenutno
23. oktobra 2006 je Cope na turnirju Grand Prix, uvodnem turnirju v sezoni, napravil svoj prvi tekmovalni niz 147 točk v karieri. Z nizom proti Michaelu Holtu je postal šele tretji igralec (za Ronniejem O'Sullivanom in Johnom Higginsom) v zgodovini turnirja, ki mu je uspel niz 147 točk. Potem ko si je uspel zagotoviti napredovanje iz svoje skupine, je v osmini finala porazil Roberta Milkinsa (5-0) in si tako priigral prvi jakostni četrtfinale v karieri. Zatem je v četrtfinalu po izenačenem dvoboju, ki se je zavlekel v odločilni deveti niz, izločil Joeja Perryja (5-4). Nato je v polfinalu napravil še korak dlje, saj je premagal Marka Kinga s 6-3 in se tako uvrstil v finale, kjer ga je čakal Avstralec Neil Robertson. Finalni dvoboj se za Copa ni začel najbolje, saj se je precej lovil v svoji igri, kar je Robertson spretno izkoriščal in hitro povedel z 8-2. Cope je nato osvojil tri zaporedne frame in omilil končni rezultat, ki ga je z dobljenim 14. framom postavil Robertson: 9-5.
31. marca 2007 se je Cope še drugič v sezoni, in tudi v karieri, prebil v finale katerega od turnirjev za jakostno lestvico. To mu je uspelo na turnirju China Open 2007, kjer ga je v finalu s 5-9 odpravil Graeme Dott. Predtem je Cope v polfinalu dokazal neverjetno mirne živce, saj je v dvoboju proti Barryju Hawkinsu odločala zadnja črna krogla, ki jo je Cope uspel zadeti in dvoboj dobil z izidom 6-5.
V sezoni 2007/08 se je Cope najprej prebil v šestnajstino finala turnirja Shanghai Masters, na katerem ga je s 5-2 premagal John Higgins. Na turnirju Grand Prix 2007 si ni uspel zagotoviti mesta v končnici, saj je brez dobljenega dvoboja turnir končal na zadnjem, 6. mestu v svoji skupini. Na turnirju UK Championship je nato Cope prikazal boljšo igro kot na predhodnih turnirjih v sezoni in v šestnajstini finala z 9-3 izločil tedaj vodilnega igralca na svetu, Johna Higginsa. Z zmago nad Barryjem Hawkinsom v osmini finala (9-8) si je nato priboril mesto v četrtfinalu, kjer pa se je pomeril s kasnejšim zmagovalcem turnirja, Ronniejem O'Sullivanom, ki je bil boljši z rezultatom 9-2. Leta 2008 je Cope debitiral na glavnem delu Svetovnega prvenstva in bil prisiljen v prvem krogu priznati premoč Petru Ebdonu, ki je slavil z izidom 10-9.
Cope je dosegel na turnirju Shanghai Masters 2008 še svoj drugi tekmovalni niz 147 točk v karieri. Niz je napravil v dvoboju proti Marku Williamsu, ki pa se je vseeno veselil uvrstitve v četrtfinale, saj je bil od Copa boljši s 5-2. Copu je na Svetovnem prvenstvu 2009 kazalo odlično, saj se je prvič dotlej prebil v drugi krog (ugnal je Joeja Perryja z 10-6) in proti dotlej še dvakratnemu svetovnemu prvaku vodil z 12-10. Higgins pa se ni predal in je osvojil zadnje tri frame dvoboja za končni izid 13-12 v svojo korist. Higgins je kasneje tudi osvojil prvenstvo, tretjič v svoji karieri. Cope je sezono končal na 18. mestu svetovne jakostne lestvice, kar je pomenilo, da ga je od mesta v elitni šestnajsterici oddaljil prav ta izgubljeni dvoboj proti Higginsu.